# Adam Mitchell
Adam Mitchell é um personagem fictício criado por Russell T Davies e interpretado por Bruno Langley na série de ficção científica britânica Doctor Who. Adam é introduzido na primeira temporada moderna da série, sendo o segundo acompanhante do Nono Doutor (Christopher Eccleston). No entanto, ao contrário de Rose Tyler (Billie Piper), que forneceu um contraste humano eficaz ao do extraterrestre centenário do Doutor, Adam foi criado para fornecer um exemplo de um viajante do tempo inepto.
O personagem é introduzido como um gênio do ano 2012 que atrai a atenção de Rose após ela e o Doutor encontrá-lo em seu lugar do trabalho. Apesar da disposição de Rose em aceitar Adam como um companheiro de viagem, o Doutor fica cético com relação a isso. Depois que Adam tenta usar a informação do futuro para seu próprio ganho, o Doutor o expulsa de sua máquina do tempo, a TARDIS. Este foi o primeiro exemplo do Doutor forçando um companheiro a sair por causa de comportamento negativo.
Adam foi criado por Davies como parte de seus planos para reviver Doctor Who, que estava em hiato desde 1989. Embora estabelecido no início do planejamento da série, Adam sempre foi destinado a ser um personagem de curto prazo. Embora os revisores geralmente reagiram negativamente ao personagem, o papel de Adam como um exemplo negativo de acompanhante foi elogiado, do mesmo modo como as lições de moral de sua partida.